# Briana Scurry
Briana Scurry, född 7 september 1971 i Minneapolis i Minnesota, är en amerikansk fotbollsspelare. Vid fotbollsturneringen under OS 2004 i Aten deltog hon i det amerikanska lag som tog guld. 